# Detlev Schulz-Hendel

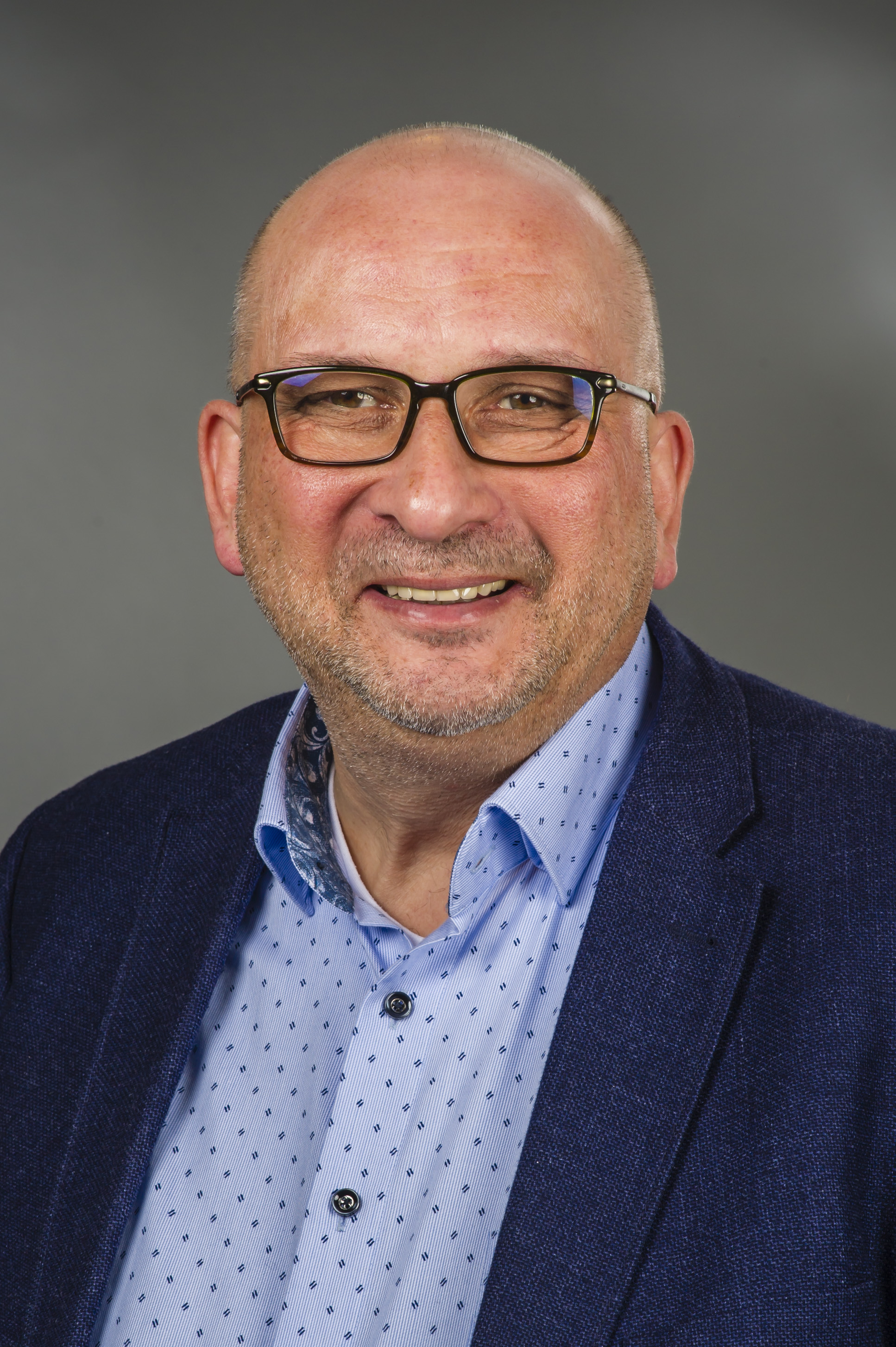
Detlev Schulz-Hendel

Detlev Schulz-Hendel (* 15. April 1962 in Lüneburg) ist ein deutscher Politiker (Bündnis 90/Die Grünen). Er ist seit November 2017 Abgeordneter im Landtag Niedersachsen und seit November 2022 einer von beiden Fraktionsvorsitzenden der Grünen-Fraktion im Landtag.

## Leben
Detlev Schulz-Hendel erlernte nach der mittleren Reife den Beruf eines Bürokaufmanns und absolvierte von 1990 bis 1992 eine Fortbildung  zum staatlich geprüften Betriebswirt. Von 1993 bis 2017 war er Angestellter einer Stiftung zur Unterstützung psychisch kranker Menschen in Lüneburg.

## Partei und Politik
Für Bündnis 90/Die Grünen hat Detlev Schulz-Hendel seit 2011 ein Mandat im Kreistag des Landkreises Lüneburg inne, dem er zuvor schon von 1994 bis 2001 angehört hatte. Er war von 2005 bis 2021  Mitglied des Samtgemeinderats der Samtgemeinde Amelinghausen und dort von 2016 bis 2021 stellvertretender Samtgemeindebürgermeister. Darüber hinaus gehörte er von 2006 bis 2017 dem Gemeinderat der Gemeinde Amelinghausen an, wo er erneut seit 2021 Mitglied ist. Seit 2011 ist er zudem Mitglied des Verwaltungsrats der Sparkasse Lüneburg.
Bei der Landtagswahl in Niedersachsen 2017 erhielt er ein Abgeordnetenmandat über die Landesliste  seiner Partei. Er ist Sprecher für Wirtschaft und Verkehr der Grünen-Landtagsfraktion und gehört seit November 2021 dem Präsidium des Niedersächsischen Landtages an. Darüber hinaus gehörte er in der Landespartei von 2016 bis 2021 dem Landesfinanzrat an und ist stellv. Mitglied im Länderrat, dem Gremien der Grünen zwischen den Bundesparteitagen. Zuvor war er von 2013 bis 2015 Mitglied im Parteirat der Niedersächsischen Grünen. Bei der Landtagswahl in Niedersachsen 2022 wurde er erneut über die Landesliste in den Landtag gewählt. Im November 2022 wurde er gemeinsam mit Anne Kura zum Fraktionsvorsitzenden der Grünen im Landtag gewählt.

## Privates
Schulz-Hendel ist verheiratet mit Michael Hendel und ist Vater zweier Kinder und hat 2 Enkelkinder.